# Вілтон (Вілтшир)
Вілтон — містечко у графстві Вілтшир, Англія, що веде свою історію з англосаксонської епохи.

## Історія
Історія Вілтона бере свій початок з VIII століття, а вже наприкінці IX століття місто стало центром одного з регіонів Вессексу. До XI століття Вілтон був адміністративним центром Вілтширу.
У 1539 році Генріх VIII заклав тут Вілтонське абатство.

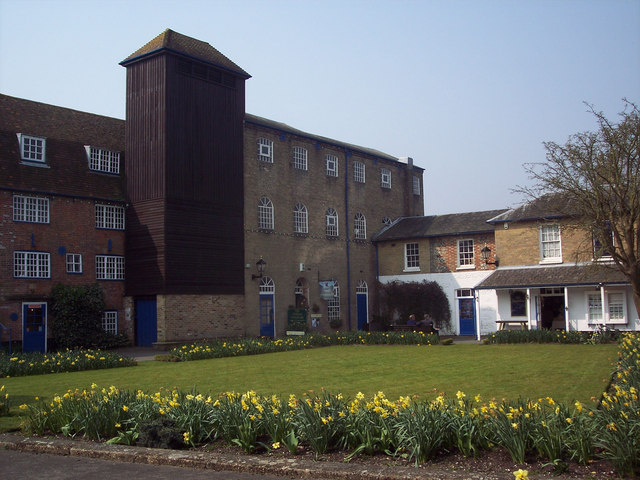

У Вілтоні було дві залізничні станції. Одну (Вілтон Північний) було відкрито 1856 на залізничному шляху Вестбері-Солсбері, а іншу (Вілтон Південний) — у 1859 році на шляху Лондон-Ексетер. Станції було зачинено у 1955 та 1966 роках відповідно. Нині найближча залізнична станція — Солсбері.
Між 1841 та 1844 роками за проектом архітектора Томаса Віатта було зведено церкву святих Марії та Миколая у романському стилі.

## Видатні жителі
- Едвард Слоу (1841–1925) — відомий поет[2]